# 肯皮亞圖爾濟

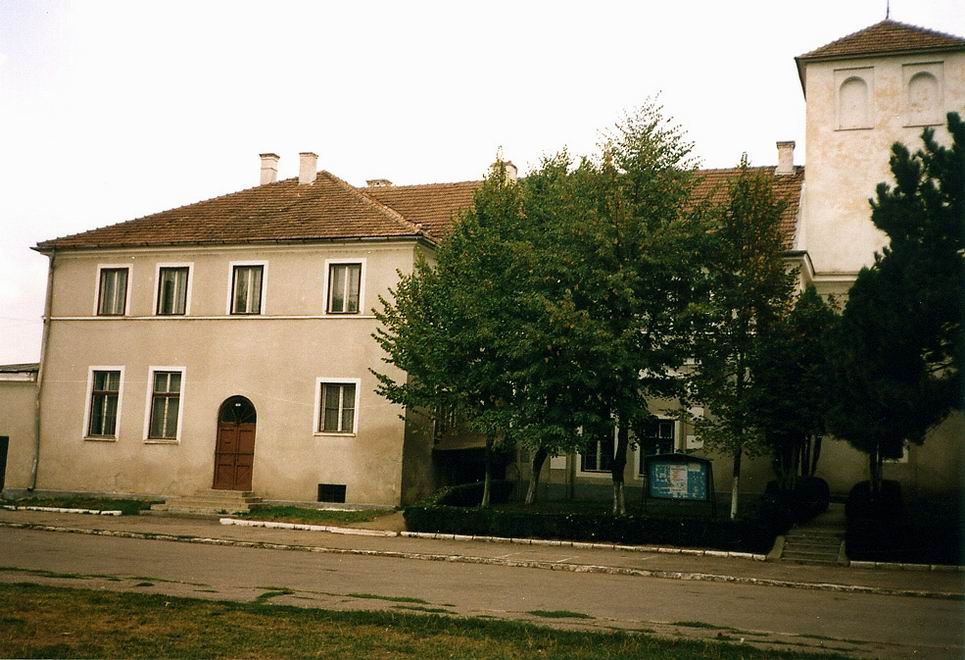

肯皮亞圖爾濟是羅馬尼亞的城市，位於該國中部，距離首府克盧日-納波卡45公里，由克魯日縣負責管轄，面積23.78平方公里，海拔高度300米，2007年人口26,377。